# Convento dos Remédios (Évora)
O Convento de Nossa Senhora dos Remédios, também conhecido como Convento dos Remédios e Igreja e Convento de Nossa Senhora dos Remédios, fica situado junto à Porta de Alconchel, freguesia de Malagueira e Horta das Figueiras, na cidade de Évora.
Esta casa religiosa foi fundada no ano de 1606, pelo Arcebispo de Évora D.Teotónio de Bragança, para os frades da Ordem dos Carmelitas Descalços. 
Após 1834 (Extinção das Ordens Religiosas em Portugal), o edifício e cerca entraram em posse do estado, que em 30 de Maio de 1839 o cedeu à Câmara Municipal de Évora, para instalação do cemitério público. Para entrada do cemitério se aproveitou, do demolido Mosteiro de São Domingos, o grandioso portal de mármore (1537), atribuído ao escultor Nicolau de Chanterene.
Presentemente encontram-se instalados no antigo Convento o Conservatório Regional Eborae Musica e um núcleo museológico municipal.
A Igreja e o Convento de Nossa Senhora dos Remédios estão classificados como Monumento de Interesse Público desde 2015.

## Descrição
O convento, erguido extra-muros, caracteriza-se arquitectonicamente pelas linhas severas impostas pelo Concílio de Trento. Na fachada principal, ornada com o brasão eclesiástico do fundador, destaca-se a imagem de mármore de Nossa Senhora dos Remédios. O convento adoptou esta denominação porque os carmelitas descalços, ao chegarem a Évora (antes da edificação do convento) ocuparam a antiga ermida de Nossa Senhora dos Remédios (na Rua do Raimundo).
O interior da igreja apresenta um notável conjunto de talha dourada do estilo barroco-rococó, sendo uma das igrejas eborenses mais rica desta arte. Em 1792, deu-se neste convento o famoso caso da Beata de Évora.